# Luigi Piffero
Luigi Piffero (Milano, 4 giugno 1907 – Sant'Agata sopra Cannobio, 7 aprile 1978) è stato un pittore e grafico italiano.

## Biografia
Nato a Milano, studia alla scuola degli Artefici presso l'Accademia di Brera, poi alla scuola umanitaria (della Società Umanitaria) e alla scuola professionale d'arte Sacra. Successivamente frequenta i corsi presso la Scuola Superiore d'Arte Applicata all'Industria Artistica e al Liceo Artistico dell'Accademia di Brera.
Dal 1931 al 1937 insegna decorazione alla Scuola Superiore d'Arte Applicata all'Industria Artistica, annessa al Museo Artistico del Castello Sforzesco di Milano.
Dal 1933 al 1943 partecipa a mostre nazionali ed internazionali:
- V e VI triennale di Milano
- VI e VII mostra del sindacato interprovinciale Belle Arti di Milano
- II Mostra nazionale Belle Arti di Napoli
- VII, VIII, IX, X Mostra nazionale Belle Arti del Lazio
- III Mostra nazionale Belle Arti di Milano
- III Premio Cremona (Hannover)

Nel 1937 si trasferisce a Roma dove svolge fino al 1943 le funzioni di ”art director” dell'Ente Nazionale per il Turismo (ENIT), e alterna l'attività pittorica con quella di grafico pubblicitario con la realizzazione di manifesti turistici e copertine di riviste.
Nelle attività grafico-pittoriche per il turismo doveva in seguito sviluppare la sua attività come libero professionista, alternandola a quella di curatore di edizioni d'arte presso molte case editrici.
Nel 1961-62 scopre e restaura l'abside della chiesa di Cinzago (frazione di Cannobio).
Dal 1962 al 1969 è il grafico della rivista ”Capitolium”, nella quale si nota il gusto tipografico editoriale e la passione per il paesaggio e per i monumenti romani.
Nel 1967 diviene accademico presso l'Accademia Tiberina.
Nel 1978 muore a Sant'Agata sopra Cannobio.

## Opere
- In collaborazione col pittore albanese Fadil Pullumi (anche Pullumbi o Pëllumbi, 1918–1997): 20 cartoline emesse per l'Ente del Turismo Albanese nel 1940 che riproducevano dipinti di paesaggi e costumi albanesi.[2]
- 40 illustrazioni a colori[3] per una guida: (DE) Bruno Palma, Vorschläge für Ausflüge in der Provinz Rom, 3ª ed., Roma, Ente Provinciale per il Turismo di Roma, 1967.
- Dal 1969 al 1972 realizza la celebre pianta monumentale di Roma: Roma – Rome – Rom: Pianta monumentale a volo di uccello del Centro storico di Roma nell’anno del centenario 1970.[4]
- In collaborazione con suo fratello, Alfonso Piffero: Sant'Agata e il console Tiberio Claudio Quinziano, vetrata nella chiesa parrocchiale di Sant'Agata sopra Cannobio (1970).